# Ne meurs pas
Ne meurs pas est un téléfilm français de 100 minutes, réalisé par José Pinheiro diffusée le 5 novembre 2003 sur France 2.

## Synopsis
Le docteur Daniel Leperse travaille depuis plus de dix ans avec le professeur Paul Dalembert. Ce professionnel de la cancérologie l'a formé à sa spécialité. Un jour, l'impossible se produit : Dalembert découvre qu'il est atteint du mal contre lequel il a passé sa vie à lutter, le cancer. Ironie du sort, du jour au lendemain, le médecin devient patient. Bien décidé à ne pas baisser les bras, le cancérologue choisit Daniel pour l'aider dans son combat. Pour le jeune homme, c'est une immense responsabilité que d'avoir entre les mains la vie de son mentor. De plus, le verdict ne laisse aucun doute : Dalembert n'a plus que quelques mois à vivre...

## Fiche technique
- Réalisation : José Pinheiro
- Production : Jean-Luc Azoulay
- Prise de son : Philippe Vandendriessche

## Distribution
- Roger Hanin : Dalembert
- Patrick Mille : Daniel Leperse
- Anne Aor : Jacqueline Dalembert
- Anne Caillon : Caroline Leperse
- Lucie Jeanne : Christelle Dalembert
- Nicolas Pignon : Le professeur Pralon
- Ariane Carletti : Barbara Steiner
- Jean-Paul Nicolaï : Le capitaine Darchant
- Dominique Jayr : Mme Marchant
- Renelde Liégeois : Luce
- André Valardy : Le professeur Poniatov
- Stéphanie Coppe : Mère de Théo
- Gilbert Cotty : Père du petit garçon
- Mathieu Couplet : Interne 1
- Yves Degen : Monsieur Pires
- Thierry De Pyper : Administrateur 2
- Valérie D'Hondt : Germaine
- Georges-Antoine Diemert : Serveur
- Pierre Fox : Joseph
- Bruno Georis : Administrateur 1
- Micheline Hardy : Suzette
- Véronique Lambert : Adrienne
- Marc Legein : Père de Théo
- Viviane Marcenaro : Suzanne
- Grégoire Meyer : Théo
- Yves Michel : Philibert Berton
- Claude Multigner : Mécano
- Lucas Nayet : L'enfant handicapé
- Marie-Christine Robert : Infirmière
- Arthur Sachot : Petit garçon de 7 ans
- Adèle Souria : Joséphine
- Ludivine Spellanzon : Interne 2
- Jean-Claude Valade : Homme en pleurs
- Cécile Vangrieken : Réceptionniste hôpital
- Charlotte Vermeil : Myriam